# SMS Augusta
El SMS Augusta fue una corbeta de vapor de madera construida en la década de 1860, el primer buquede la clase Augusta. Tenía un buque gemelo, el Victoria; los buques estaban armados con una batería de catorce cañones. El Augusta fue construido en 1863 en los astilleros Arman Brothers de Burdeos (Francia) y botado a principios de 1864. Originalmente encargado por la Armada de los Estados Confederados, su entrega fue bloqueada por el emperador francés Napoleón III, y en su lugar fue vendido a la Armada Prusiana en mayo de 1864. Los prusianos habían estado buscando buques para reforzar su flota antes y durante la Guerra de los Ducados contra Dinamarca, pero el Augusta llegó demasiado tarde para entrar en acción en ese conflicto.
El Augusta fue activado durante la guerra austro-prusiana de 1866, pero como la Armada del imperio austríaco estaba ocupada con la armada italiana en el mar Adriático, no entró en acción. En diciembre de 1867, se embarcó en el primero de los tres grandes cruceros de ultramar de lo que ahora era la Armada de la Confederación Alemana del Norte, con el objetivo secreto de asegurar una base naval en América Central. Las objeciones de Estados Unidos a un intento de arrendar el puerto de Puerto Limón (Costa Rica) provocaron un pequeño incidente diplomático y llevaron a los alemanes a abandonar la idea. Durante la guerra franco-prusiana de 1870-1871, el Augusta fue utilizado como asaltante comercial contra buques neutrales que transportaban armas y otros artículos de contrabando a Francia; capturó tres buques, dos de los cuales fueron tomados como trofeos de guerra antes de ser bloqueados por una fuerza naval francesa superior en Vigo, España.
El barco realizó dos cruceros más al extranjero, el primero en 1874-1876 y el segundo en 1876-1878. En el primer crucero se dirigió de nuevo a aguas centroamericanas, pero también pasó una temporada frente a las costas de España para proteger los intereses alemanes en medio de los disturbios del país durante la tercera guerra carlista. En el segundo crucero, el Augusta viajó al Océano Pacífico, donde su capitán negoció acuerdos comerciales con los jefes de Samoa. También pasó un tiempo en China, haciendo cumplir los tratados firmados con el gobierno chino. En 1885, el Augusta se embarcó en un último viaje para llevar tripulaciones de reemplazo a varios buques alemanes en Australia, pero se hundió en un ciclón en el Golfo de Adén mientras estaba en ruta; nunca se encontró rastro del buque ni de su tripulación de 222 personas.

## Hundimiento
A mediados de la década de 1880, el Augusta ya era un barco viejo y estrecho en comparación con los buques más nuevos, pero el 14 de abril de 1885 volvió a entrar en servicio para transportar tripulaciones de reemplazo a buques en estaciones extranjeras. El 28 de abril embarcó tripulaciones para la corbeta Gneisenau y las cañoneras Albatross y Hyäne y partió de Alemania rumbo a Australia. Atravesó el Canal de Suez y llegó a la isla de Perim el 31 de mayo, donde se preparó para el día siguiente. Partió la noche del 1 al 2 de junio, pero no se volvió a saber de él. 
Debía llegar a Albany (Australia) el 17 de junio, pero cuatro semanas después de zarpar de Perim, el Augusta seguía sin llegar, lo que dio lugar a una investigación sobre la desaparición del buque y su tripulación de 222 hombres. Los buques mercantes que recorrían la ruta que debía haber seguido el Augusta informaron de que no habían avistado el barco, y se enviaron buques de guerra alemanes de las bases en la África Oriental Alemana a buscar restos del naufragio. No se encontró ni rastro del barco ni de su tripulación, y el 13 de octubre fue declarado oficialmente perdido. La investigación determinó que un ciclón había hundido en el golfo de Adén el barco, que no tenía la resistencia suficiente para capear una fuerte tormenta; el ciclón también hundió el aviso francés Renard, junto con un vapor británico y otro otomano. La pérdida del Augusta fue el tercer peor hundimiento de la historia naval alemana hasta ese momento, tras el de la goleta Frauenlob en 1860 y el de la corbeta Amazone en 1861.